# Banihal
Banihal is een plaats en “notified area” in het district Ramban van het Indiase unieterritorium Jammu en Kasjmir.

## Demografie
Volgens de Indiase volkstelling van 2001 wonen er 2.729 mensen in Banihal, waarvan 57% mannelijk en 43% vrouwelijk is. De plaats heeft een alfabetiseringsgraad van 68%.